# Liste der Baudenkmale in Basedow (Mecklenburg)
In der Liste der Baudenkmale in Basedow sind alle denkmalgeschützten Bauten der Gemeinde Basedow (Mecklenburg-Vorpommern) und ihrer Ortsteile aufgelistet. Grundlage ist die Veröffentlichung der Denkmalliste des Landkreises Mecklenburgische Seenplatte (Auszug) vom 20. Januar 2017.

## Legende
In den Spalten befinden sich folgende Informationen:
- ID-Nr: Die Nummer wird von den Denkmalämtern der Landkreise vergeben. Wenn sie nicht bekannt ist, bleibt die Spalte leer. In dieser Spalte kann sich zusätzlich das Wort Wikidata befinden, der entsprechende Link führt zu Angaben zu diesem Denkmal bei Wikidata.
- Lage: die Adresse des Denkmales und die geographischen Koordinaten.
Link zu einem Kartenansichtstool, um Koordinaten zu setzen. In der Kartenansicht sind Denkmale ohne Koordinaten mit einem roten bzw. orangen Marker dargestellt und können in der Karte gesetzt werden. Denkmale ohne Bild sind mit einem blauen bzw. roten Marker gekennzeichnet, Denkmale mit Bild mit einem grünen bzw. orangen Marker.
- Bezeichnung: Bezeichnung, so wie sie in den offiziellen Listen der Denkmalämter steht. Ein Link hinter der Bezeichnung führt zum Wikipedia-Artikel über das Denkmal. Wenn die Bezeichnung der Denkmalämter inhaltlich fehlerhaft ist, ist in der Spalte „Beschreibung“ darauf hinzuweisen.
- Beschreibung: Beschreibung des Denkmales
- Bild: ein Bild des Denkmales und gegebenenfalls einen Link zu weiteren Fotos des Denkmals im Medienarchiv Wikimedia Commons

## Baudenkmale nach Ortsteilen

### Basedow
| ID   | Lage                                                             | Bezeichnung                     | Beschreibung | Bild                |
| ---- | ---------------------------------------------------------------- | ------------------------------- | --- | ------------------- |
| 148  | (gesamter Ort)                                                   | Ornamental farm Basedow mit     | |                     |
| 132  | Am Dröbel 2, 4                                                   | Leibjägerhaus mit               | |                     |
| 132  |                                                                  | Wirtschaftsgebäude              | |                     |
| 144  | Am Marstall 2 (Karte)                                            | Marstall                        | klassizistischer vierflügeliger Marstall von 1838 nach Plänen von Friedrich August Stüler. | Marstall            |
| 145  | Am Marstall 6, 8                                                 | Forsthaus mit                   | |                     |
| 145  |                                                                  | Stall                           | |                     |
| 1218 | Brauereiweg                                                      | Kopfbauten Stall B              | |                     |
| 153  | Brauereiweg 1                                                    | 2 Giebel des Stall A (von 1859) | |                     |
| 151  | Brauereiweg 2, 4                                                 | Stellmacherei                   | |                     |
| 152  | Brauereiweg 3                                                    | Stall C                         | |                     |
| 1214 | Brauereiweg 8                                                    | ehemalige Brauerei              | |                     |
| 138  | Gessiner Straße 14, 16                                           | Wohnhaus                        | |                     |
| 139  | Gessiner Straße 18                                               | Schmiede                        | |                     |
| 140  | Gessiner Straße                                                  | Staubecken                      | |                     |
| 141  | Gessiner Straße 20, 22                                           | Rentmeisterhaus                 | |                     |
| 142  | Gessiner Straße 72                                               | Wohnhaus                        | |                     |
| 143  | Gessiner Straße 74                                               | Wohnhaus                        | |                     |
| 157  | Kirchensteig 1 (Karte)                                           | Kirche mit                      | Gotische Dorfkirche aus dem 13. Jahrhundert; nach Brand von 1766 neugotischer Turmwiederaufbau von 1853 mit Satteldach und Dachreiter von Friedrich August Stüler; Ausstattung aus der Spätrenaissance, Empore von 1615, Herbst – Barockorgel von 1683.                                                                  | Weitere Bilder      |
| 157  |                                                                  | Friedhof,                       | |                     |
| 157  |                                                                  | Backsteinmauer,                 | |                     |
| 157  |                                                                  | Friedhofsportal,                | |                     |
| 157  |                                                                  | Grabplatte Paris Hane,          | |                     |
| 157  |                                                                  | Grabmal v. Hahn,                | |                     |
| 157  |                                                                  | Grabmal Tolzien,                | |                     |
| 157  |                                                                  | Taufstein und                   | |                     |
| 157  |                                                                  | Kruzifix                        | |                     |
| 128  | Kirchsteig 2, 4                                                  | Wohnhaus                        | |                     |
| 129  | Kirchsteig 3, 5, 7                                               | ehem. Hospital                  | |                     |
| 133  | Randowberg 2                                                     | Oberförsterei                   | |                     |
| 136  | Schlossstraße                                                    | Transformatorenhaus             | |                     |
| 147  | Schlossstraße                                                    | Schlossbrücke mit               | |                     |
| 147  | Schlossstraße                                                    | Zufahrtsallee                   | |                     |
| 146  | Schlossstraße 1 (Karte)                                          | Schloss mit                     | Schloss für die Adelsfamilie von Hahn ab 1552 im Stil der Renaissance; klassizistischer Herrenhausumbau von 1839 von Friedrich August Stüler; danach neugotische Sanierung von Wirtschafts- und Wohngebäuden; 1891 Brand u. a. im Südflügel, Umbau des Flügels bis 1895 durch Albrecht Haupt im Stil der Neorenaissance. | Weitere Bilder      |
| 146  |                                                                  | Orangerie                       | |                     |
| 130  | Schlossstraße 12                                                 | Pfarrhaus mit                   | |                     |
| 130  |                                                                  | Stall,                          | |                     |
| 130  |                                                                  | Scheune und                     | |                     |
| 130  |                                                                  | Remise                          | |                     |
| 131  | Schlossstraße 14                                                 | Pfarrwitwenhaus                 | |                     |
| 134  | Schlossstraße 39, 41, 43                                         | Landarbeiterhaus                | |                     |
| 135  | Schlossstraße 31                                                 | Schule mit                      | |                     |
| 135  |                                                                  | Kleiner Schule und              | |                     |
| 135  |                                                                  | Wirtschaftsgebäude              | |                     |
| 137  | Schlossstraße 3, 5; Gessiner Str. 2,4                            | Wohnhaus                        | |                     |
| 148  | (Karte)                                                          | Landschaftspark mit             | Englischer Landschaftsgarten von 1835 bis 1852 nach Plänen von Peter Joseph Lenné mit Blumengarten, Rundweg, Wassergräben aus der ma. Befestigungszeit, Reste der Burganlage und Dolmengräber, Gedenkstein für Friedrich Franz Graf von Hahn (1921–1941, gefallen).                                                      | Landschaftspark mit |
| 148  |                                                                  | Ruine und                       | |                     |
| 148  |                                                                  | Gedenkstätte Graf Hahn          | |                     |
| 149  | Schlossstraße 2, 4, 6; Wargentiner Straße 2                      | Inspektorenhaus                 | |                     |
| 150  | Wargentiner Straße 12                                            | Hundezwinger                    | |                     |
| 154  | Wargentiner Straße 9                                             | Stall D (von 1851)              | |                     |
| 155  | Wargentiner Straße 15                                            | Stall E (von 1852)              | |                     |
| 156  | Am Dröbel (Karte)                                                | Friedensdenkmal Obelisk         | |                     |
| 158  | (am Waldweg nach Seedorf, kurz hinter dem Friedensdenkmal links) | Meilenstein                     | |                     |
| 159  | (nordwestlicher Ortsausgang)                                     | 2 Meilensteine                  | |                     |
| 160  | (Ortsausgang nach Stöckersoll)                                   | 3 Meilensteine                  | |                     |

### Gessin
| ID  | Lage              | Bezeichnung  | Beschreibung | Bild           |
| --- | ----------------- | ------------ | --- | -------------- |
| 382 | Gessin 5 (Karte)  | Wohnhaus     | |                |
| 383 | Gessin 6 (Karte)  | Lehmkate mit | |                |
| 383 |                   | Nebengebäude | |                |
| 384 | Gessin 8          | Wohnhaus     | |                |
| 385 | Gessin 15 (Karte) | Scheune      | Fachwerkscheune mit reetgedecktem Krüppelwalmdach und Utlucht.                                                               | Scheune        |
| 386 | Gessin (Karte)    | Kirche mit   | Kleine gotische, zweijochige und turmlose Feldsteinkirche von um 1400 mit Kreuzrippengewölbe und dreiseitigem Chorabschluss. | Weitere Bilder |
| 386 |                   | Friedhof     | |                |

### Seedorf
| ID  | Lage       | Bezeichnung        | Beschreibung | Bild |
| --- | ---------- | ------------------ | ------------ | ---- |
| 964 | Seedorf 9  | Schule             |              |      |
| 965 | Seedorf 10 | Fischerhaus mit    |              |      |
| 965 |            | Wirtschaftsgebäude |              |      |

### Stöckersoll
| ID   | Lage                           | Bezeichnung | Beschreibung | Bild |
| ---- | ------------------------------ | ----------- | ------------ | ---- |
| 1063 | Stöckersoll (Buswendeschleife) | Grenzstein  |              |      |

### Teerofen
| ID   | Lage               | Bezeichnung         | Beschreibung | Bild           |
| ---- | ------------------ | ------------------- | --- | -------------- |
| 1083 | Teerofen 3 (Karte) | Haltepunkt der Bahn | Der Bahnhof Basedow lag weit südöstlich von Basedow in der Nähe des Teerofens im Wald. Die Strecke war bis 1996 in Betrieb. Das Stationsgebäude wird als Wohnhaus genutzt. | Weitere Bilder |

## Quelle
- Karte der Baudenkmale im Geoportal des Landkreises